# سیارک ۲۰۴۷۴
سیارک ۲۰۴۷۴ (به انگلیسی: 20474 Reasoner، نامگذاری:1999NV9) بیست هزار و چهارصد و هفتاد و چهارمین سیارک کشف شده‌است که در ۱۳ ژوئیه ۱۹۹۹ کشف شد.
قدر مطلق سیارک برابر ۱۱.۷ است.